# Gaziantep (provincie)
Gaziantep  is een provincie in Turkije. De provincie is 7194 km² groot en had 2.193.363 inwoners bij de telling van 2024. De hoofdstad is het gelijknamige Gaziantep.

## Bestuurlijke indeling

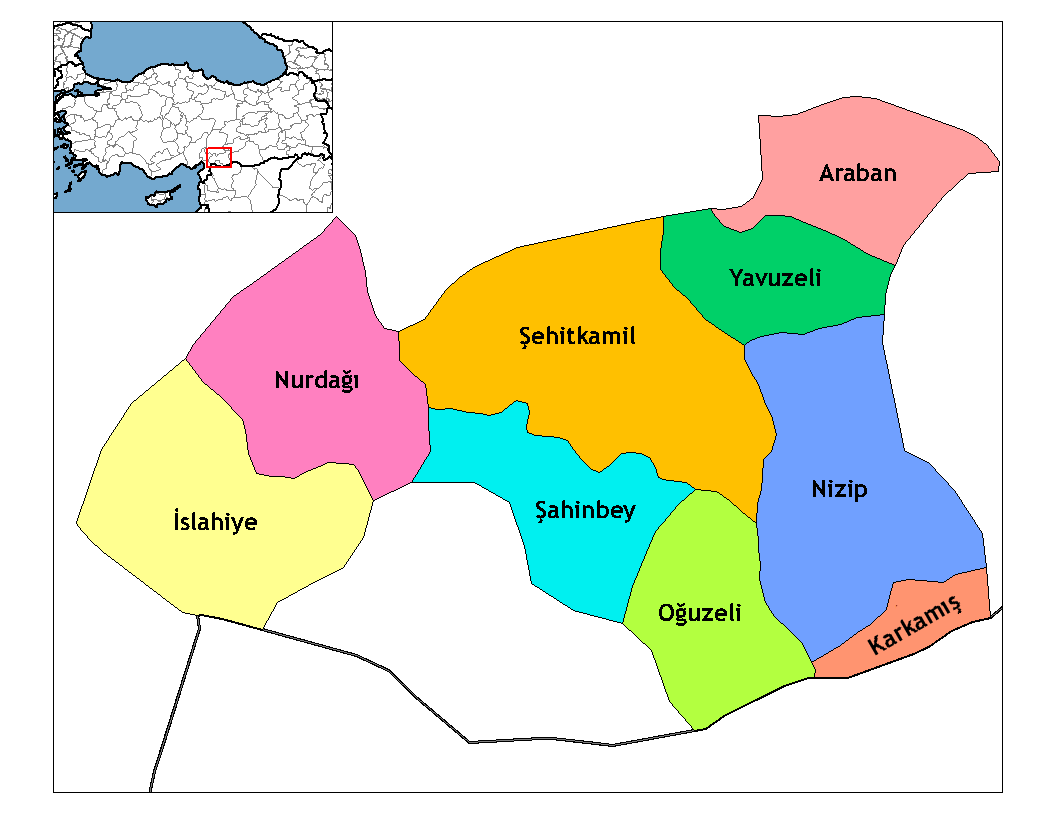
Districten van Gaziantep

### Districten
De provincie bestaat uit de volgende negen districten:
| - Araban - Islahiye - Karkamış | - Nizip - Nurdağı - Oğuzeli | - Şahinbey - Şehitkamil - Yavuzeli |